# حمام خيروز
حمام خيروز (بالفارسية: حمام خیروز) هو حمام تاريخي يعود إلى السلالة الصفوية، ويقع في فردوس.